# Phyllocnema petalophora
Phyllocnema petalophora är en skalbaggsart som beskrevs av Leon Fairmaire 1884. Phyllocnema petalophora ingår i släktet Phyllocnema och familjen långhorningar. Inga underarter finns listade i Catalogue of Life.